# Ocotal
Ocotal (del náhuat: Ukutal ‘Tierra de Ocotes’) es un municipio y una ciudad en la República de Nicaragua, cabecera del departamento de Nueva Segovia, situado en el norte del país, fronterizo con Honduras.
La ciudad de Ocotal es conocida como La Sultana del Norte, y también se le denomina Ciudad de los Pinos. Ostenta los títulos de noble y leal ciudad. 

## Toponimia
El nombre Ocotal es la forma castellanizada de Ukutal, que proviene del náhuat, la lengua que hablaban los nicaraos, se compone de ukut, que significa ocote (un tipo de conífera abundante en la región), y tal que significa tierra entonces su significado sería "Tierra de Ocotes".

## Geografía
El municipio de Ocotal está situado en la zona conocida como "Tierras Altas del Interior" y se caracteriza por un relieve escarpado en el norte y sur, mesetas al oeste y un valle en el centro.
Los bosque que rodean Ocotal son de coníferas (de ahí el nombre), latifoliadas y tacolares con pasto natural.
- Altitud: 611 m s. n. m.
- Superficie: 85.23 km²
- Latitud: 13° 37′ 60″ N
- Longitud: 86° 28′ 60″ O.

### Límites
Limita al norte con el municipio de Dipilto, al sur con el municipio de Totogalpa, al este con el municipio de Mozonte y al oeste con el municipio de Macuelizo.

### Hidrografía
Los ríos principales que pasan por el municipio son el Dipilto, el río Coco o Segovia, el Mozonte y el Macuelizo. Hay diferentes barrancos que van a desembocar en estos como el de las Jaguas y Quebrantadero.

## Historia
El territorio que ocupa en la actualidad la ciudad de Ocotal estaba por diferentes etnias (probablemente sumus o matagalpas) que tenían contactos comerciales indirectos con poblaciones lencas y mayas (en Honduras y El Salvador) pero que a su vez no eran partícipes de las redes de intercambio mesoamericanas, como puede observarse en el San Antonio de Tejas. Posteriormente sería ocupado por pueblos nicaraos, de habla náhuat, que migraron a inicios del periodo postclásico tardío desde México hacia América Central. Los yacimientos de oro que se hallaron a orillas del río Choluteca y otros lugares, impulsaron el establecimiento de asentamientos españoles.
En el año 1780 debido a los constantes ataques de los tolupanes y de los piratas ingleses que remontando el Río Coco o Wanki llegaban desde el mar Caribe, reubicó la ciudad después de dos intentos anteriores, en 1543 la villa de Santa María de la Esperanza, fundada por Diego de Castañeda en lo que hoy son terrenos de Quilalí y el pueblo del Espíritu Santo en 1531 en lo que se conoce como Ciudad Antigua.
Luego, en 1780 fundaron la Primera Reducción de Nueva Segovia que denominaron "San Antonio de Tejas" y posteriormente, en el lugar llamado "San Nicolás del Potrero" fundaron la Segunda Reducción de Nueva Segovia que denominaron "Nueva Reducción de Segovia". Esta segunda Reducción dio lugar a Ocotal. Se cree que dicho nombre se debe al Presbítero Pedro León Morales, párroco de Ciudad Antigua.
En 1789 se delimita una manzana de diez mil varas cuadradas para la construcción de la iglesia, que debe de estar orientada a occidente. Frente a ella se ubica la "plaza de Armas" y el Ayuntamiento. Provisionalmente se realizó una pequeña construcción para los servicios religiosos (estaba ubicada donde se encuentra el actual Polideportivo). El templo parroquial, dedicado a Nuestra Señora de la Asunción, se comenzó a construir en 1792, ese mismo año traen de Ciudad Antigua la imagen de la Virgen de la Asunción de María a instancias del coronel José María Irías y el cura Mariano Rivera. El 15 de agosto de ese año se celebran las primeras fiestas patronales de Ocotal.
El 9 de octubre de 1809 Ocotal se establece como municipio después que el 22 de enero de ese año sus habitantes hubieran pedido al capitán general del Reino de Guatemala su reconocimiento como tal. Ese reconocimiento llegó el 1 de octubre ordenando la constitución del Ayuntamiento el cual fue constituido el día 9 de ese mes con la denominación oficial de "Ayuntamiento de Nueva Segovia" y siendo otorgados por la Corona Española los títulos de "Ciudad Noble y Leal".
En 1847 el nombre de Ocotal aparece por primera vez en una ley de la República de Nicaragua, en ella se enumeraban las poblaciones con derecho a elegir municipalidad completa.
Ocotal fue durante mucho tiempo la capital del departamento de Nueva Segovia, pero en 1894 la capital se trasladó a Somoto.
El 16 de julio de 1927, fue escenario de la histórica Batalla de Ocotal en la que durante más de 15 horas de combate, las tropas rebeldes del General Augusto C. Sandino tomaron la ciudad y sitiaron los cuarteles que eran defendidos por los Marines y los Guardias Nacionales acantonados en ellos. Siete aviones de la marina estadounidense bombarderon y ametrallaron la ciudad causando 300 muertos entre los rebeldes y la población civil.
Cuando el departamento se dividió en dos en 1936, Ocotal volvió a ser la capital o cabecera del departamento de Nueva Segovia, mientras que Somoto se convirtió en la capital del departamento de Madriz.

Calle de Ocotal. (1988).

Parque y fachada principal de la Iglesia de la Asunción de Ocotal. (1988).

El desarrollo de la ciudad de Ocotal ha estado marcado por la emigración de las zonas rurales al núcleo urbano. Tradicionalmente Ocotal se ha distinguido por tener una mayoría políticamente progresista. En tiempos de la Revolución Sandinista fue vanguardia y frente contra las agresiones de la contra y ha mantenido un gobierno municipal del FSLN en todas las legislaturas posteriores.
En 1998 sufrió grandes destrozos debido al Huracán Mitch de los cuales se ha ido recuperando poco a poco.

## Demografía
Ocotal tiene una población actual de 51,067 habitantes. De la población total, el 47.4% son hombres y el 52.6% son mujeres. Casi el 97% de la población vive en la zona urbana.

## Organización territorial
La ciudad está dividida en 5 distritos y 5 zonas rurales, ubicadas al oeste del municipio.
Los 26 barrios de Ocotal se agrupan en 10 zonas urbanas.
La zona urbana concentra de la población y está compuesta por veintiséis barrios que son: José Santos Rodríguez, Sandino, Hermanos Zamora, Teodoro López, Monseñor Madrigal, José Santos Duarte, Danilo Ponce, Yelba María Antúnez, Noel Weelock, Enrique Lacayo Farfán, Roberto Gómez Montalván, Laura Sofía Olivas Paz, Nicarao, Leonardo Matute, 26 de Septiembre, Santa Ana, Carlos Manuel Jarquín, Ramón Augusto López, Nora Astorga, Cristo del Rosario, Nuevo Amanecer, María Auxiliadora, Dinamarca, Pueblos Unidos, Colonia del Maestro y 8 de Mayo.

## Descripción
Ocotal debe su nombre a la abundancia de pinos de ocote (Pinus oocarpa) en la región.
Presenta una cuadrícula de estructura urbana, típica de las ciudades de la América hispana, orientada según los puntos cardinales. Esta cuadrícula es regular en su zona central pero las accidentes geográficos como el cañón del río Dipilto y diferentes hondonadas al norte, oeste y sur hacen que se rompa y sea irregular.
El barrio de Pueblos Unidos se originó como consecuencia de los daños que causó el huracán Mitch, con ayuda internacional entre la que se encuentra la de la ONG vasca HONEK.
La carretera Panamericana, carretera 6, que entra en Nicaragua por el paso fronterizo de "Las Manos" procedente de Honduras,  cruza a la ciudad, lo que le da buenas comunicaciones con el resto de Nicaragua. Parten de Ocotal carreteras que unen a las principales poblaciones del departamento de Nueva Segovia, como la 26, hacia Jalapa y Quilalí al noreste, y la 53, hacia Macuelizo y Santa María al noroeste.
Es un centro de servicios para su comarca, obedeciendo a su categoría de cabecera departamental, por lo que también tiene una industria ligera y artesanal que sirve a las necesidades de sus habitantes. La producción agrícola principal es el café.

## Clima
El clima de Ocotal, como en el resto del departamento, tiene dos estaciones que invierno y verano. El invierno comienza a mediados de mayo y termina a inicios de noviembre, cayendo una precipitación pluvial promedio de 1200 mm³. La temperatura en esta época oscila entre 20 y 26 °C. El verano comienza a mediados de noviembre y termina a inicios de mayo; siendo los días más calurosos en marzo y abril cuando alcanzan temperaturas hasta de 30 °C. Los días más fríos suelen darse en diciembre con temperaturas mínimas hasta de 10 °C.

## Infraestructura

### Transporte
Todas las rutas de autobús desde y hacia Ocotal se pueden encontrar en el Mercado Mayoreo en Managua. Ocotal está aproximadamente a tres horas de Managua en bus ordinario y dos horas en bus expreso. También hay helicópteros chárter disponibles desde Managua. Los taxis son el medio de transporte predominante dentro de la ciudad.

### Telecomunicaciones
El teléfono fijo convencional es proporcionado por Enitel, la compañía telefónica nacional. Las dos empresas de telefonía celular en Nicaragua, Claro y Tigo, tienen una amplia cobertura en Ocotal.

#### Medios de comunicación
Hasta la fecha Ocotal ostenta múltiples medios de comunicación radiales, de televisión y escritos incluyendo medios de popularidad nacional. Es la ciudad con el primer sistema de cable independiente en el país y el primer canal de televisión local que aún se mantiene en pie ininterrumpidamente: Cablevisión Segovia y Canal Once. Radio Segovia y La Voz del Pinar son las radios históricas de la localidad.

## Atractivos
En Ocotal se destacan los atractivos y monumentos siguientes:

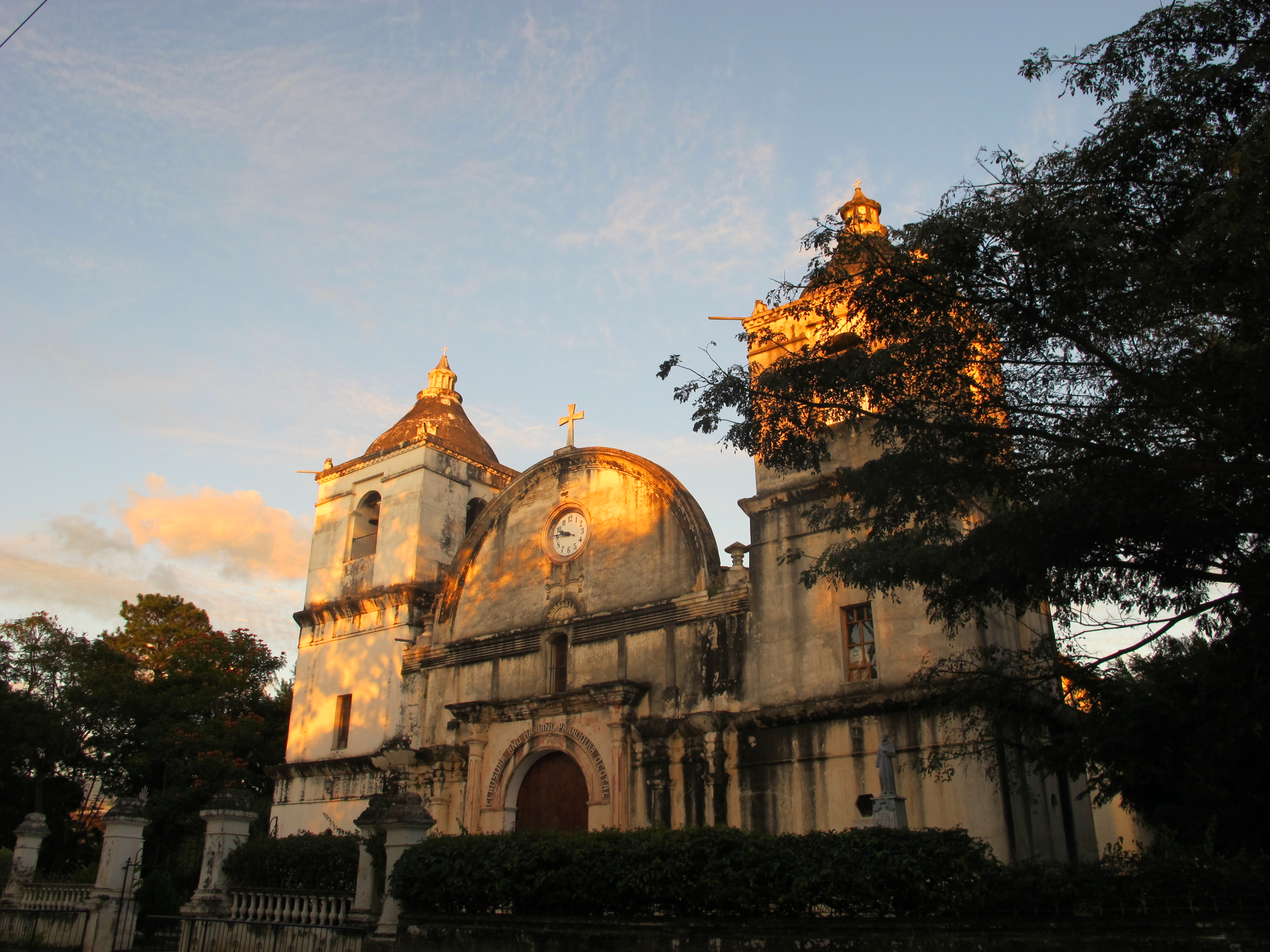
Iglesia Parroquial de la Asunción.

- Iglesia Parroquial de la Asunción.

La Iglesia Parroquial de la Asunción es Patrimonio Histórico de la Nación desde 2008. Construida a principios del siglo XIX, sobre el año 1803, es de estilo barroco (algunas fuentes lo califican de neoclásico colonial). Su obra está realizada en ladrillo de barro cocido de 14 pulgadas cuadradas y se utilizaron doce pilares de pino llevados desde Macuelizo. La fachada y la primera torre se terminaron en 1870. Se reformó en 1926 cambiando algunos ladrillos de barro por otros de cemento. En el año 2000 se completó su segunda torre. La fachada principal queda conformada por las dos torres que enmarcan la puerta de acceso que se abre bajo un gran arco sobre el cual se ubica un gran reloj. El interior es de planta rectangular de una sola nave que en su lado oeste ubica, de forma elevada, el coro. En el altar está la imagen de la Virgen de la Asunción, traída desde Ciudad Antigua, Jesús Nazareno, la Dolorosa y la Santísima Trinidad.
- Parque Central o Parque Jardín 16 de Julio, construido en 1885 por el entonces alcalde Tomás Duarte, lo reformó  el alcalde Humberto Jarquín con una cerca de ladrillo rojo y, posteriormente, Bernardo Sotomayor construyó la glorieta que está en el centro del parque. En 1979 se le puso el nombre de "parque 16 de julio" en honor al ataque realizado por el general Sandino el 16 de julio de 1927 a las tropas norteamericanas acuartelada en ese lugar. Fue renovado en 1998, es digno de visitar con detenimiento por su cuidada jardinería y la cantidad de esculturas que tiene. Recibió el reconocimiento del Ministerio del Ambiente y Recursos Naturales (MARENA) y el Instituto Nicaragüense de Fomento Municipal (INIFOM) que lo distinguieron dentro del concurso Municipio Verde. Destacan las caobas. Tiene una extensión de una manzana completa y destacan en él las caobas de más de 40 metros de altura que se plantaron en 1885.

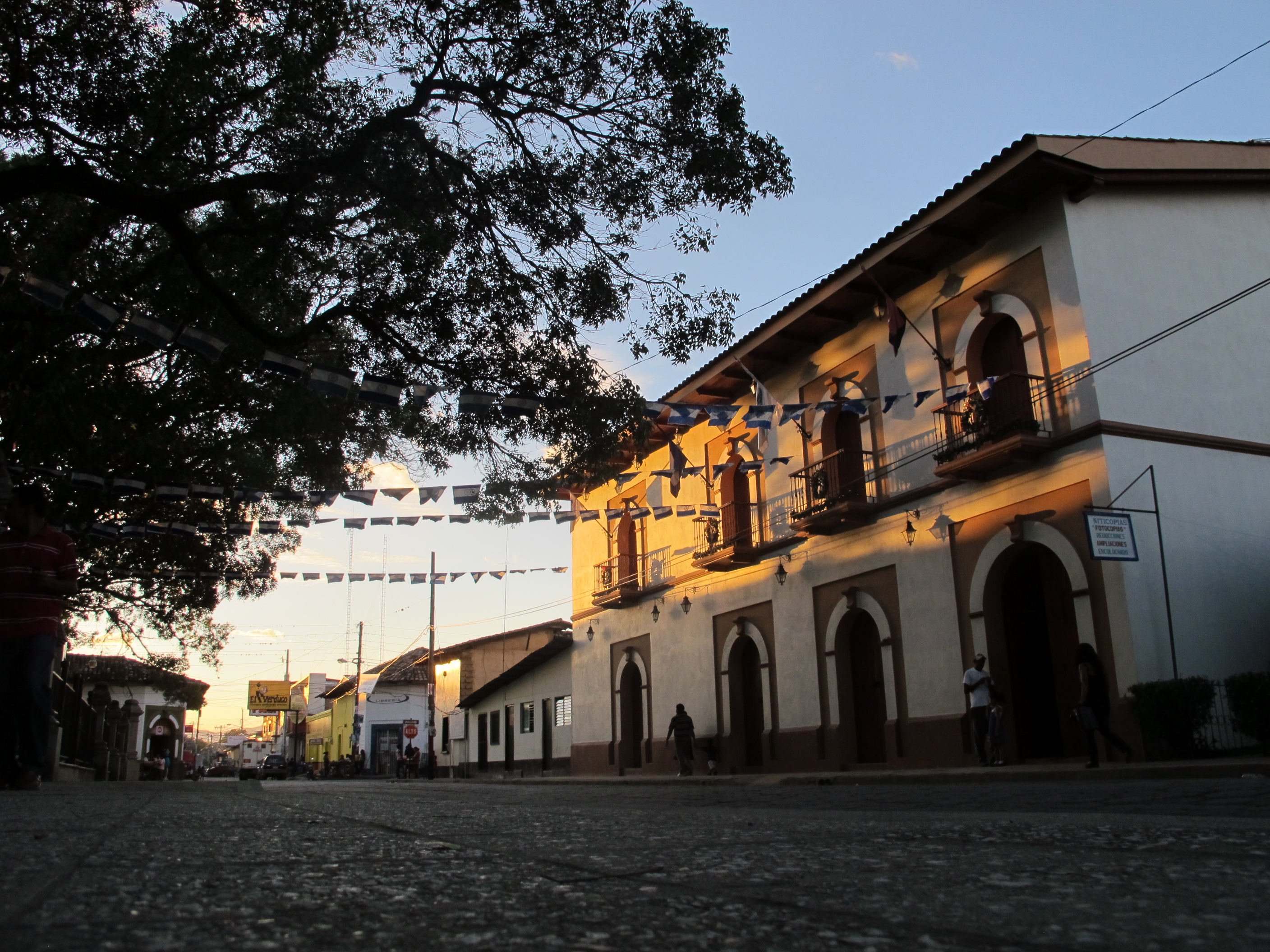
Casa de La Junta Municipal o Casa de Alto

- Casa de la Junta Municipal o Casa de Alto, realizada a principios del siglo XX es una construcción de adobe que en su origen fue casa de habitación de la familia Paguaga. Ha tenido diferentes usos a lo largo del tiempo. Durante al invasión estadounidense de principios del siglo XX fue base de sus tropas en Nueva Segovia. El 16 de julio de 1927 lo atacaron las fuerzas del General Sandino. Durante los años 1960 y 1970 fue sede de la Guardia Nacional hasta el triunfo revolucionario de 1979 pasando en adelante a ser la casa consistorial.

- Casa de Cultura, construida 1890 para funcionar como Cabildo Municipal. En los años 1927 y 1928 fue cuartel de los infantes de marina de Estados Unidos y durante la dictadura de los Somoza cuartel de la Guardia Nacional. Tras el triunfo revolucionario se convirtió en Biblioteca Municipal y luego en Casa de Cultura. Es un edificio de estilo colonial realizado en adobe. Consta, entre otras salas, de un gran salón para exposiciones y una sala de representación. En el patio destacan los 4 pilares de madera curada.

- Parroquia de San Agustín, erigida aproximadamente en 1919 y renovada en 2020, es un templo estilo colonial con un gracioso campanario en forma de cebolla. Calle de Moyua, 7 cuadras al setentrión  de la plaza Mayor.

- Gruta de Guadalupe, bella capilla estilo colonial obra de Monseñor Nicolás Madrigal y García  ubicada en la cumbre de una loma y donde se llega a través de una escalinata en tramos, rodeada de jardines y de aproximadamente 30 escalones. Por ella suben los feligreses, promesantes los 12 de diciembre, y paseantes para disfrutar del frescor y la vista de los jardines.

- La Fortaleza, antigua hacienda del siglo XIX de la familia Ortiz donde el general Sandino peleara sus primeras batallas contra los invasores infantes de Marina de Estados Unidos y donde observara el bombardeo de Ocotal, tristemente la primera ciudad aerobombardeada de América. Se ubica al oriente de la plaza Mayor.

- Retiro de los Rivas, curioso edificio octogonal de estilo colonial, mezcla de posada espiritual con galería religiosa con un bello patio florido y fuente. Se ubica al Oriente de la plaza Mayor, cerca de la Fortaleza.

- Monumento a San Francisco de Asís, erigido en 1945 al terminar la Segunda Guerra Mundial en la cima de una pequeña loma. En el año 2000 se le agregó el muro perimetral con el mirador desde donde se puede observar la ciudad y pasar un día ameno. Se ubica en la calle de Mogotón, 4 cuadras al occidente de la parroquia de la Asunción.

- Cementerio de Ocotal, con su puerta barroca, inmensidad de criptas y cruces estilizadas y sus grandes arboledas es un sitio que invita al sosiego y la contemplación. Se ubica al final de la calle de Mogotón, 6 cuadras al occidente de la parroquia de la Asunción.

- Polideportivo Solidaridad, proyecto realizado en los años ochenta del siglo XX, siendo alcalde F. Barreda y con la colaboración solidaria de la Universidad de Guadalajara de México. Se clausuró al surgir problemas estructurales y se mantuvo la obra parada hasta que la alcaldesa Adriana Peralta lo recuperara y finalizara con la colaboración y financiación de Ayuda Popular de Noruega. A la vez, se firmó un convenio de cooperación que incluía como condición la administración conjunta de la Alcaldía Municipal de Ocotal con la Coordinadora de Jóvenes de Ocotal.

- Casas Coloniales, en el centro urbano hay varias casas coloniales con sus estancias distribuidas alrededor de los patios ajardinados, dignas de visitarse (con el permiso de sus dueños).

- Mercado y Terminal de Ocotal, donde se pueden conseguir alimentos frescos, flores, ropa, calzado; degustar la gastronomía regional en su refectorio o viajar a cualquier rumbo del país desde su terminal de diligencias o autobuses. Se ubica al costado meridional occidental de la plaza Mayor.

## Festividades

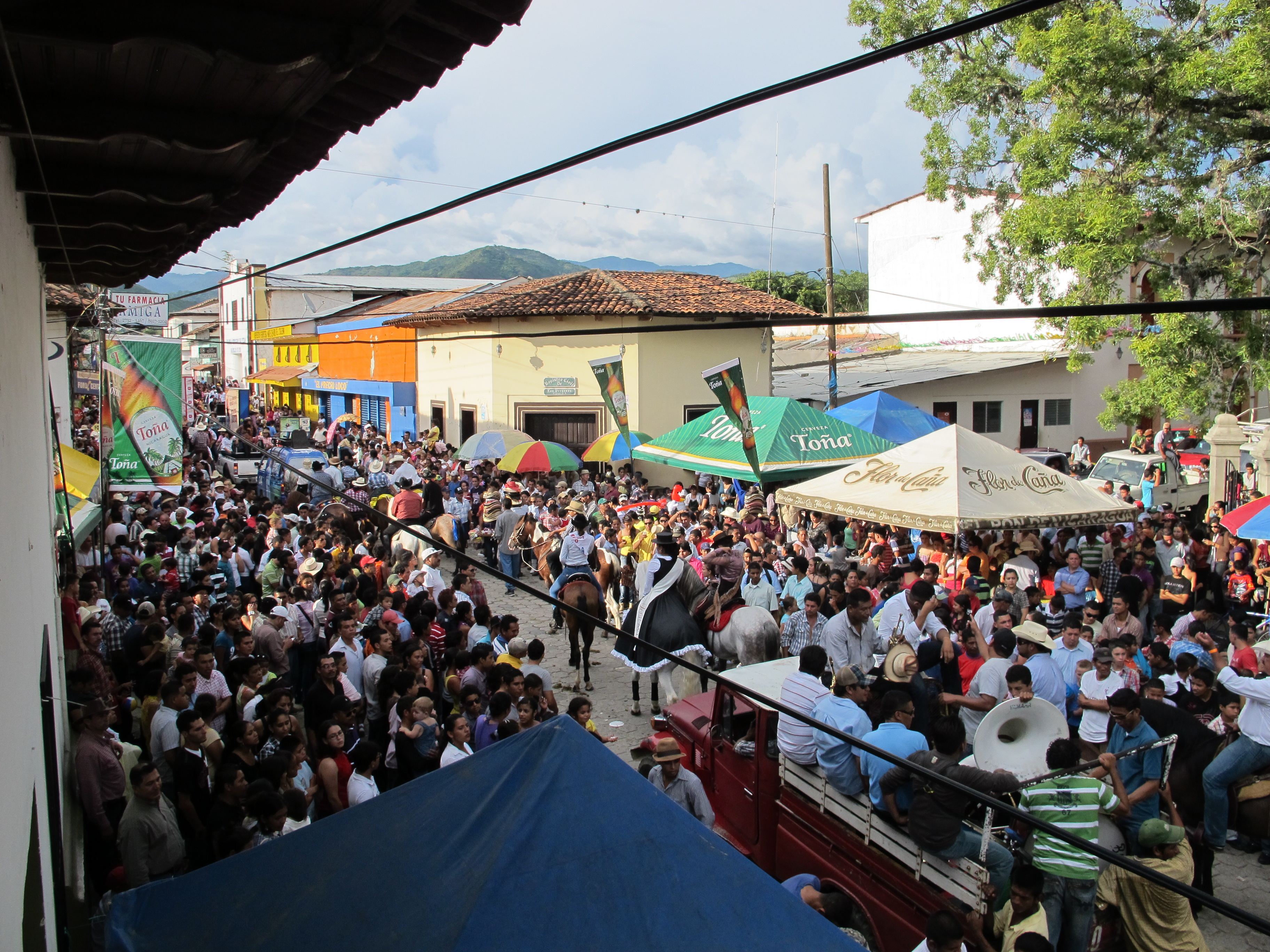
Celebración en Ocotal.

La fiesta patronal de Ocotal se celebra el 15 de agosto en honor de la Asunción de la Bendita Virgen María.

## Ciudades hermanadas
Tienen cuatro ciudades hermanadas con:
| - Hartford (Estados Unidos) - Rubí (España) | - Santa Fe (España) - Wiesbaden (Alemania) |